# 稲荷神社 (川越市中福)
稲荷神社（いなりじんじゃ）は、埼玉県川越市の神社。

## 歴史
1632年（寛永9年）に創建された。川越藩新田奉行の中沢弥兵衛が三芳野天神（現・三芳野神社）の境内社だった「三芳野稲荷」を現在地に移転したのが起源である。ちなみに当地の地名「中福」は、新田奉行の中沢に由来する。
1872年（明治5年）、近代社格制度に基づく「村社」に列せられ、1907年（明治40年）の神社合祀により「稲荷社」を合祀し、境内社の「金毘羅社」「八坂社」を移設した。この2社の移設では、道を清めて曳家で移設したという。

## 文化財
- 中福の神楽（川越市指定文化財 昭和50年6月9日指定）[2]

## 交通アクセス
- 路線バスハマダテクノス前停留所より徒歩7分。